# Archidiecezja kantońska
Archidiecezja kantońska (łac. Archidioecesis Coamceuvensis, chiń. 天主教广州总教区) – rzymskokatolicka archidiecezja ze stolicą w Kantonie, w Chińskiej Republice Ludowej.

## Sufraganie archidiecezji kantońskiej
Sufraganiami archidiecezji kantońskiej są diecezje:
- Beihai
- Hongkongu
- Jiangmen
- Jiaying
- Shantou
- Shaoguan

## Historia
Za pontyfikatu Piusa IX, 10 lub 11 maja 1848 erygowany został wikariat apostolski Guangdong-Kuangsi. Tereny, które weszły w skład nowej administratury kościelnej podlegały wcześniej diecezji Makau.
6 sierpnia 1875 jednostka ta została podzielona na wikariat apostolski Guangdong ze stolicą w Kantonie i prefekturę apostolską Kuangsi (obecnie archidiecezja Nanning).
6 kwietnia 1914 zmieniono nazwę na wikariat apostolski Kantonu. W tym samym dniu dokonano kolejnego podziału wikariatu tworząc wikariat apostolski Chaozhou (obecnie diecezja Shantou).
W latach 20. XX wieku z wikariatu apostolskiego Kantonu wydzielono:
- 9 kwietnia 1920 - wikariat apostolski Shaoguan (obecnie diecezja Shaoguan)
- 1 sierpnia 1920 - wikariat apostolski Zachodniego Guangdong i Hajnan (obecnie diecezja Beihai)
- 15 kwietnia 1929 - misja “sui iuris” Hajnan (obecnie prefektura apostolska Hajnan).

W wyniku reorganizacji chińskich struktur kościelnych 11 kwietnia 1946 powstała archidiecezja kantońska. Z 1949 pochodzą ostatnie pełne, oficjalne kościelne statystyki. Archidiecezja kantońska liczyła wtedy:
- 20 346 wiernych (0,4% populacji)
- 61 księży (44 diecezjalnych i 17 zakonnych)
- 94 sióstr zakonnych
- 1 parafię.

Archidiecezja kantońska była wtedy terenem misyjnym.
Od zwycięstwa komunistów w chińskiej wojnie domowej w 1949 archidiecezja, podobnie jak cały prześladowany Kościół katolicki w Chinach, nie może normalnie działać. W latach 1947–1950 po przejściu na emeryturę abp Antoine-Pierre-Jean Fourqueta MEP na stolicy arcybiskupiej trwał wakat. W wyniku trudności z obsadzeniem urzędu Stolica Apostolska powołała administratora apostolskiego w osobie Dominica Tang Yeeminga SI wyświęconego na biskupa kilka miesięcy później. 5 lutego 1958 został on aresztowany. Za odmowę wypowiedzenia posłuszeństwa papieżowi przebywał w więzieniu do 1981, kiedy to władze pozwoliły choremu na raka biskupowi wyjechać na leczenie do Hongkongu. 26 maja 1981 papież Jan Paweł II mianował go pełnoprawnym arcybiskupem metropolitą kantońskim. W odpowiedzi na ten akt komunistyczne władze 10 października 1981 obsadziły archidiecezję swoim biskupem. Abp. Dominic Tang Yee-ming zmarł w 1995. Nigdy nie dane mu było wrócić do Chińskiej Republiki Ludowej.
Brak danych czy w latach 1995 - 2007 działał w Kościele podziemnym legalny (z kościelnego punktu widzenia) arcybiskup. Do 2001 archidiecezją rządzili nieuznawani przez Kościół Powszechny arcybiskupi mianowani przez chiński urząd ds. wyznań.
4 grudnia 2007 arcybiskupem został Joseph Gan Junqiu. Uzyskał on akceptację zarówno Stolicy Apostolskiej, jak i chińskiego rządu. Mimo iż został desygnowany w listopadzie 2006 nie mógł objąć katedry z powodu protestów Patriotycznego Stowarzyszenia Katolików Chińskich spowodowanych złożeniem przez nominata prośby do Benedykta XVI o uznanie wyboru i otrzymanej w odpowiedzi zgody papieskiej. Z powodu utrzymywania kontaktów z Ojcem Świętym abp. Gan Junqiu spotykają szykany ze strony aparatu państwowego. 12 lipca 2011 agencje informacyjne podały informację o jego zaginięciu.

## Ordynariusze kantońscy
Obecnie arcybiskupem metropolitą kantońskim jest Joseph Gan Junqiu (甘俊邱). Sakrę biskupią przyjął 4 grudnia 2007. Mianowany został przez władze państwowe, ale uzyskał zgodę papieską na objęcie archidiecezji.
W archidiecezji obecnie nie ma biskupów pomocniczych.